# یزدان راد
یزدان راد (زادهٔ ۲۲ آبان ۱۳۴۲ - درگذشته ۱۴ مهر ۱۴۰۱) بدنساز ایرانی بود. وی ۴ عنوان قهرمانی پروش اندام آسیا از سال های ۱۹۹۳ تا ۱۹۹۶، ده دوره مسابقات سنگین وزن کشور از سال ۶۷ تا ۷۷، ۱۰ سال عضویت در تیم ملی پرورش اندام از سال ۱۹۹۲ تا ۲۰۰۲، عنوان بهترین ورزشکار بدنسازی در قاره آسیا، و مربیگری تیم ملی پرورش اندام ایران را در کارنامه خود دارد.

یزدان راد از مشهورترین فعالین پرورش اندام ایران بعد از انقلاب اسلامی سال۱۳۵۷بود و نقش پر رنگی در جداسازی بدنسازی و پرورش اندام از فدراسیون وزنه برداری در سال ۱۳۸۴شمسی داشت.او همچنین چندین سال هم دبیر فدراسیون بدنسازی بود

## زندگی‌نامه
یزدان راد در مدرسه خوارزمی تحصیل کرد و پس از آن در سال ۱۳۶۱ در رشته الکترونیک دانشگاه صنعتی شریف پذیرفته شد. او در همان دوران در رشته وزنه‌برداری نیز فعالیت داشت و موفق به کسب چندین عنوان مقام قهرمانی در مسابقات دانشجویان شد.
پس از آن در سال ۱۳۶۲ وارد رشته پرورش اندام شد و در سال ۱۳۶۷ موفق به کسب مقام قهرمانی کشور شد. قهرمانی‌های او در ایران یک دهه ادامه داشت و بعد از آن دوران به سطح قهرمانی آسیا رسید.
او یکی از بنیانگذاران فدراسیون بدنسازی و پرورش اندام جمهوری اسلامی ایران در سال ۱۳۸۴ بود، که پس از تشکیل فدراسیون، مدتی سمت دبیر فدراسیون را بر عهده داشت. 

## بیماری
یزدان راد مبتلا به بیماری التهاب رگ و گرفتگی رگ بود، که پس از گذراندن یک دوره بیماری اقدام به انجام جراحی قلب، نمود. شایعات زیادی در خصوص ارتباط بیماری این ورزشکار و مصرف استروئیدها مطرح است. 

## مرگ
یزدان راد در چهاردهم مهرماه ۱۴۰۱ در سن ۵۸ سالگی بعد از گذراندن یک دوره بیماری قلبی درگذشت.